# Pamina

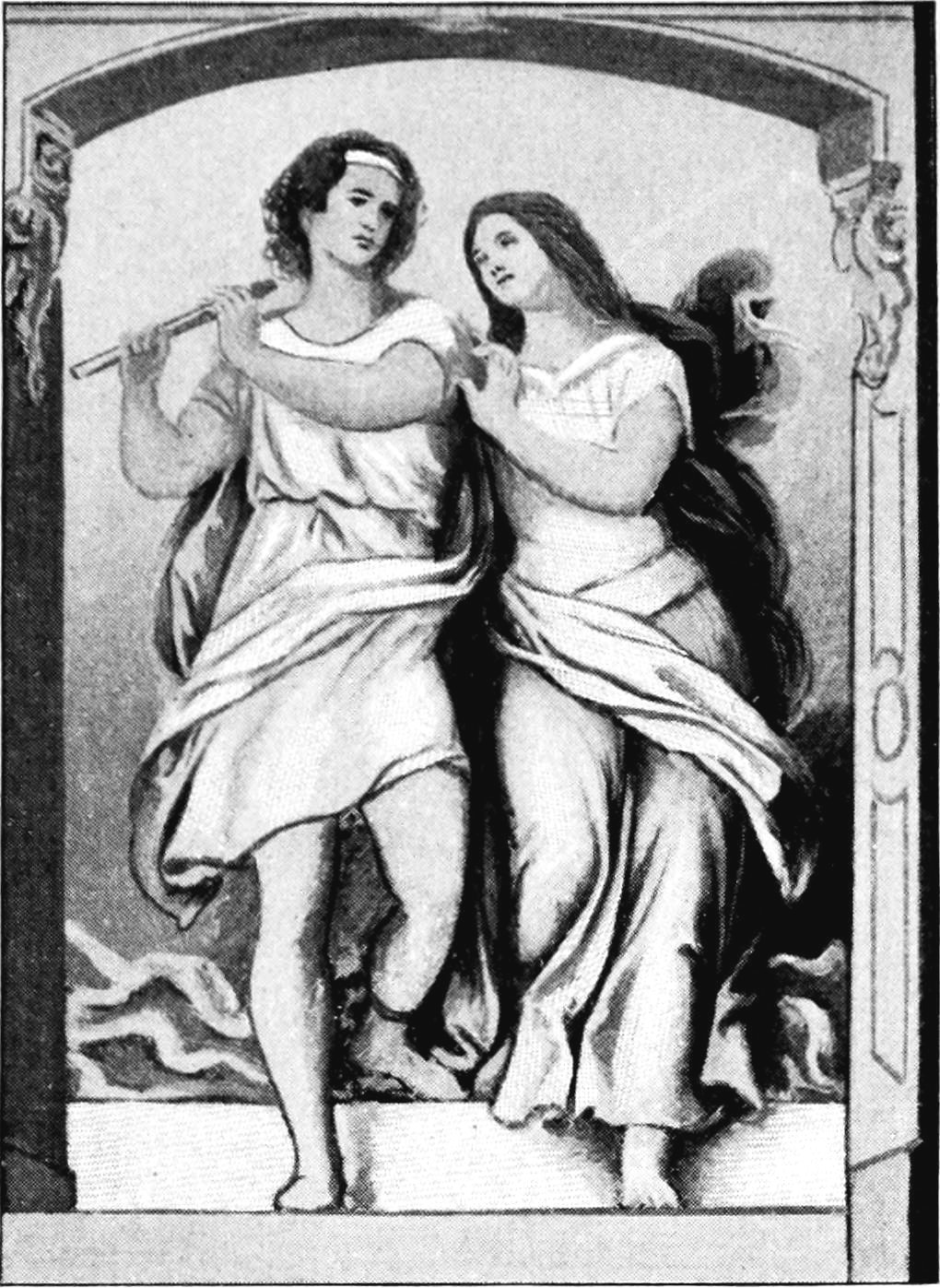
Tamino y Pamina representados en un fresco de la Ópera de Viena.

Pamina es uno de los personajes de la ópera La flauta mágica, compuesta por Wolfgang Amadeus Mozart. 
Pamina es una joven princesa, hija de la Reina de la Noche y enamorada de Tamino. Este último emprende junto con ella el camino hacia la iluminación, alimentados por la fuerza del Amor, alejándose los dos de la oscuridad de lo oculto (lo inconsciente), representado por su madre la reina de la noche; finalmente la Conciencia y el Amor triunfan, comenzando ambos (Hombre y Mujer) una nueva era de Iluminación.